# Antonio Juliano
Antonio Juliano (Nápoly, 1942. december 26. – Nápoly, 2023. december 13.) Európa-bajnok és világbajnoki ezüstérmes olasz labdarúgó, középpályás.

## Pályafutása

### Klubcsapatban
1956-ban az SSC Napoli együttesében kezdte a labdarúgást, ahol 1962-ben mutatkozott be az első csapatban. Tagja volt az 1976-os olasz kupa-győztes együttesnek. A Napoli színeiben 16 idényen át szerepelt. 394 bajnoki mérkőzésen lépett a pályára és 26 gólt szerzett. Az 1978–79-es idényben a Bologna játékosa volt és itt vonult vissza az aktív labdarúgástól.

### A válogatottban
1966 és 1974 között 18 alkalommal szerepelt az olasz válogatottban. Három világbajnokságon vett részt (1966, Anglia, 1970, Mexikó, 1974, NSZK), de csak egyetlenegy mérkőzésen szerepelt: az 1970-es világbajnoki döntőn, ahol az olasz csapat ezüstérmes lett. 1968-ban Európa-bajnok lett a válogatottal.

## Sikerei, díjai
Olaszország
- Világbajnokság
  - ezüstérmes: 1970, Mexikó
- Európa-bajnokság
  - aranyérmes: 1968, Olaszország

 SSC Napoli
- Olasz kupa (Coppa Italia)
  - győztes: 1976